# Boundary-Management-Theory
Die Boundary-Management-Theory ist eine organisationswissenschaftliche Theorie, die im Jahr 2000 von Blake Ashforth, Glen Kreiner und Mel Fugate veröffentlicht wurde. Die Autoren beschreiben Annahmen über Grenzen zwischen verschiedenen Rollen, die eine Person innehaben kann (Grenze: engl. Boundary). Gemäß der Rollentheorie, auf der die Boundary-Management-Theory aufbaut, nehmen erwachsene Menschen je nach Kontext unterschiedliche Rollen ein (z. B. Rolle als Arbeitnehmer, Rolle als Elternteil, Rolle als Vereinsmitglied etc.). Die Boundary-Management-Theory betrachtet Grenzen zwischen Rollen auf der Arbeit und dem Privatleben zu Hause (z. B. Rolle als Führungskraft und Rolle als Mutter), zwischen Rollen auf der Arbeit und dritten Orten (z. B. einem Verein oder einer Kirche) und zwischen verschiedenen Rollen auf der Arbeit (z. B. Rolle als Arbeitnehmer und Rolle als Teil der Mitarbeitervertretung). Die Theorie macht Annahmen darüber, wann diese Rollen integriert oder voneinander getrennt werden. Zentral in der Vorhersage sind die Flexibilität und Durchlässigkeit der Rollengrenzen, die Unterschiedlichkeit der Rollen und die Identifikation einer Person mit ihrer Rolle. Außerdem werden individuelle Faktoren, die Situation und der Kontext, in dem sich eine Person bewegt, berücksichtigt.
Die Theorie wird in der Arbeits- und Organisationspsychologie hauptsächlich in der Forschung zum Thema Home Office und Konflikte zwischen Arbeit und Privatleben verwendet.

## Hintergrund und geschichtlicher Ursprung der Theorie
Die Boundary-Management-Theory geht auf die Rollentheorie von Daniel Katz und Robert Kahn aus dem Jahr 1978 zurück. Die Rollentheorie geht davon aus, dass Menschen in ihrem alltäglichen Leben unterschiedliche Rollen einnehmen. Eine Person hat somit mehrere Rollen inne, sie ist also gleichzeitig Arbeitnehmerin, Vorgesetzte, Mutter, Ehefrau, Schwester usw. Diese Rollen sind jeweils mit unterschiedlichen Kontexten assoziiert und gehen mit unterschiedlichen Erwartungen an die Rolle einher. Erwartungen von anderen an eine bestimmte Rolle einer Person führen gemäß der Rollentheorie dazu, dass diese Person rollenkonformes Verhalten zeigt. Somit lernt die Person über die Zeit hinweg, welches Verhalten für die jeweilige Rolle angemessen ist bzw. erwartet wird. Beispielsweise wird neu eingestellten Arbeitnehmenden beim Onboarding der Einstieg in die neue Position bzw. Rolle erleichtert und die damit einhergehenden Erwartungen nähergebracht. Wenn gleichzeitig widersprüchliche Erwartungen von verschiedenen anderen Personen an eine Person gestellt werden, kann es auch zu psychologischen Konflikten zwischen Rollen kommen. Während der oder die Vorgesetzte von einer Arbeitnehmerin erwartet, dass sie sich mit ihren Arbeitsaufgaben beschäftigt, stellen die Kinder dieser Frau die Erwartung an sie, dass sie Zeit mit ihnen verbringt und mit ihnen spielt. Dies kann zu vermehrtem Rollenkonflikt innerhalb der Person führen.
Zudem liegt der Boundary-Management-Theory ein soziologischer Artikel von Christena Nippert-Eng zugrunde. Die Autorin geht davon aus, dass Grenzen zwischen kulturellen Kategorien herrschen, die aktiv aufrechterhalten werden müssen (engl. boundary work). Diese Grenzen zwischen kulturellen Kategorien finden sowohl in einem kollektiven Rahmen als auch auf individueller Ebene statt. Auch hier stehen die Grenzen zwischen Arbeitsort und zu Hause im Fokus, wobei der Grad der Trennung der Lebensbereiche auf einem Kontinuum angesiedelt ist. Personen nutzen dabei verschiedene Strategien, wie sie Grenzen zwischen Arbeit und Privatleben setzen. Zur bildlichen Veranschaulichung der Art und Weise, wie unterschiedlich man Grenzen setzen kann, bezieht sich die Autorin auf die Verwendung von Kalendern und Schlüsseln. Kalender können einerseits die Integration der Lebensbereiche fördern, indem in einem einzigen Terminplaner sowohl private als auch berufliche Termine festgehalten werden und dieser sowohl zu Hause als auch auf der Arbeit verwendet wird. Andererseits kann man auch getrennte Kalender verwenden, in welchen dann je nach Lebensbereich entweder private oder berufliche Termine eingetragen werden, es jedoch keine gemeinsamen Einträge gibt. Nur wenn eine zeitliche Grenze überschritten wird, d. h. der eine Lebensbereich in die Zeit des anderen hineinfällt, werden die Termine im jeweils anderen Kalender festgehalten. Ein Beispiel könnte eine mehrtägige Geschäftsreise sein, die dann auch im Familienkalender eingetragen wird. Wie Personen mit ihren Schlüsseln umgehen, kann auf eine ähnliche Weise die Grenzen zwischen Arbeit und Privatleben widerspiegeln. Je mehr man die Lebensbereiche integriert, desto eher verwendet man nur einen Schlüsselring, der sowohl private als auch berufliche Schlüssel enthält. Je mehr man zwischen den Lebensbereichen trennt, desto eher verwendet man verschiedene Schlüsselringe.

## Kernbegriffe der Boundary-Management-Theory

### Rollenwechsel (role transitions)
Die Rollenwechsel in der Boundary-Management-Theory bezeichnen den physischen und psychologischen Wechsel zwischen Rollen. Der physische Wechsel zwischen Rollen bezeichnet einen Ortswechsel (z. B. das Pendeln zwischen Arbeit und Wohnort). Unter psychologischem Wechsel versteht man, dass der Fokus von der einen Rolle gelöst und der anderen zugewandt wird (z. B. keine Gedanken mehr an die schwierige Situation auf der Arbeit, sondern an anstehenden Ausflug mit den Kindern). Die Rollenwechsel können in Makrowechsel (= macro transitions) und Mikrowechsel (= micro transitions) unterteilt werden. Makrowechsel sind seltene und oft permanente Veränderungen, wie eine Beförderung oder der Eintritt in die Rente. Der Fokus der Theorie liegt aber auf Mikrowechseln. Mikrowechsel sind häufige und gewöhnliche Rollenwechsel, wie das Pendeln zwischen der Arbeitsstätte und der Wohnung. Sie lassen sich wiederum unterteilen in den Wechsel zwischen Arbeit und zu Hause, den Wechsel zwischen Rollen innerhalb der Arbeit und den Wechsel zwischen der Arbeit und dritten Orten, zum Beispiel einem Verein oder der Kirche.

### Rollengrenzen (role boundaries)
Rollengrenzen bezeichnen die Grenzen, die um die Rollen herumgezogen werden und die eine Rolle von einer anderen abgrenzen, zum Beispiel die Rolle der Vorgesetzten von der Rolle als Mutter. Diese Grenzen können unterschiedlich flexibel und durchlässig (engl. permeable) sein. Flexible Rollen können an verschiedenen Orten zu verschiedenen Zeiten ausgeübt werden. Ein Beispiel ist ein Job, in dem die Arbeit im Home Office möglich ist. Die Arbeit kann flexibel auf der Arbeitsstelle oder zu Hause erledigt werden und häufig sind die Arbeitszeiten nicht fest vorgeschrieben. Ein Gegenbeispiel ist die Arbeit in einer Sicherheitsfirma, bei der ein Mitarbeiter zu bestimmten Zeiten vor Ort sein muss, um ein Gebäude zu bewachen. Durchlässige Rollen erlauben es, in mehrere Rollen gleichzeitig involviert zu sein (psychologisch und behavioral). Das ist der Fall, wenn ein privater Termin während der Arbeitszeit ausgemacht werden darf oder die Kinder mit auf die Arbeit gebracht werden können.

### Rollenidentität (role identity)
Die Rollenidentität ist der Inhalt und die Gestalt der Rolle. Diese werden bestimmt durch Ziele, Werte, Annahmen, Normen, Interaktionsstile und Zeithorizonte. Ein Manager hat zum Beispiel einen direktiven Interaktionsstil seinen Angestellten gegenüber, weil er das Ziel hat, die Firma, für die er arbeitet, zum Erfolg zu führen. Zu Hause in der Rolle als Vater zeigt er aber eher einen kooperativen Interaktionsstil, da er hier das Ziel hat, Zeit mit seinen Kindern zu verbringen.
Die Flexibilität und die Durchlässigkeit der Rollengrenzen und die Rollenidentität bestimmen gemeinsam, ob die Rollen eher voneinander getrennt oder integriert sind, das heißt ob die Grenzen zwischen den Rollen schwach sind und häufig verschwimmen (Rollenintegration; engl. integration) oder klar getrennt sind (Rollentrennung; engl. segmentation).

## Hauptannahmen der Theorie
Die Boundary-Management-Theory hat insgesamt elf Hauptannahmen, die sich in drei Bereiche gliedern lassen.

### I. Kontinuum der Rollentrennung und Rollenintegration
(1) Je verschiedener die Rollen sind, die eine Person innehat, desto stärker ist der Rollenkontrast. Je stärker dieser Kontrast ist, desto geringer sind die Flexibilität und die Durchlässigkeit dieser Rollen und umgekehrt. Das liegt auch daran, dass die Rollen sich oft in verschiedenen Kontexten und zu verschiedenen Zeiten abspielen. Die Rollen werden also eher voneinander getrennt, eine Integration ist schwer möglich und auch nicht unbedingt gewünscht. Der Kontrast geht auch mit Unterschieden in der Rollenidentität einher. Ein Gefängnisaufseher zum Beispiel wird seine Arbeit eher von seiner Rolle als Vater trennen, weil Inhalte und Gestalt der beiden Rollen stark voneinander abweichen. Eine Landschaftsarchitektin hingegen, die privat Mitglied in einem Schrebergartenverein ist, wird ihre Rollen eher integrieren. Die Trennung dient zum Schutz der Rollenidentitäten und kann auch ganz bewusst angewendet werden, zum Beispiel wenn Arbeitskollegen zusammen Karten spielen und entscheiden, währenddessen nicht über die Arbeit zu sprechen.
(2) Je stärker die Rollentrennung ist, desto leichter fällt es, Rollengrenzen zu ziehen und aufrechtzuerhalten. Gleichzeitig fällt es aber umso schwerer, die Rollen zu wechseln. Eine Rolle findet immer in einem bestimmten Kontext statt, abhängig von Zeit, Ort und Personen. Wenn sich der Kontext zwischen den Rollen stark unterscheidet, sind die Rollen voneinander getrennt. Dadurch wird es leichter, auch gedanklich die Rollen voneinander abzugrenzen, zum Beispiel weil während der Arbeitszeit keine Unterbrechungen aus dem Privatleben erwartet werden und umgekehrt. Wenn Arbeit und Privatleben aber beispielsweise räumlich voneinander getrennt sind, ist der Aufwand, die Rollen zu wechseln, größer, weil der Weg zwischen Arbeitsstätte und zu Hause erst überwunden werden muss. Auch gedanklich ist es bei stärkerer Trennung der Rollen schwieriger, in eine andere Rolle zu wechseln.
(3) Je stärker die Rollentrennung, desto wahrscheinlicher ist es, dass Menschen sogenannte Übergangs-Rituale (= rites of passage) anwenden, um die Rolle zu wechseln. Solche Rituale bezeichnen zum Beispiel das Ablegen der Arbeitskleidung und das Anziehen bequemer Freizeitkleidung oder die Autofahrt zwischen Arbeit und zu Hause. Notwendige Alltagsaufgaben wie das Pendeln zur Arbeit können somit zum Ritual werden. Diese Rituale können dabei helfen, das Ende der einen Rolle und den Start einer neuen Rolle zu markieren. Sie können auch aufwendiger sein, wie zum Beispiel der morgendliche Prozess vom Aufstehen bis zum Arbeitsbeginn. Damit sie einen Hinweis auf den Rollenwechsel geben, müssen sie eine Routine werden und regelmäßig bei Rollenwechsel durchgeführt werden. Einige Rituale sind erfolgversprechender als andere, z. B. eine lange, aber entspannte Strecke zur Arbeit funktioniert besser als eine kurze, stressreiche.
(4) Je stärker die Rollen integriert sind, desto größer ist die Wahrscheinlichkeit, dass unklar ist, welche Rolle gerade ausgeübt werden soll oder dass unerwünschte Unterbrechungen passieren. Unerwünschte Unterbrechungen passieren dann, wenn die aktuelle Rolle ungewollt zugunsten einer anderen Rolle unterbrochen wird. Ein Beispiel dafür ist eine Mutter, die im Home Office arbeitet und gleichzeitig ihr Kind betreut. Sie wird in einer Besprechung von ihrem schreienden Kind unterbrochen. In dieser Situation ist unklar, ob sie sich erst um die Besprechung (Arbeitsrolle) oder um ihr Kind (Mutterrolle) kümmern sollte.
(5) Je stärker die Rollen integriert sind, desto geringer ist der affektive Einfluss von Verletzungen der Rollengrenzen (Unterbrechungen).
Diese Unterbrechungen müssen nicht unbedingt als negativ erlebt werden, z. B. wenn sie eine Pause von einer anstrengenden Aufgabe ermöglichen. Je stärker die Arbeitsrollen integriert werden, desto wahrscheinlicher werden Unterbrechungen. Die Frau aus dem Beispiel zu Annahme 4 wird vermutlich häufig während ihrer Arbeitszeit von ihrem Kind unterbrochen und es ist für sie normal. Bei stark getrennten Rollen haben diese Unterbrechungen einen stärkeren Einfluss. Eine andere Frau, die nicht zu Hause arbeitet und von ihrem Kind auf der Arbeit angerufen wird, könnte sich sehr über die Unterbrechung freuen, weil es selten passiert. Andererseits könnte sie sich durch den Anruf gestört fühlen, weil der Anruf sie bei der Arbeit an einer wichtigen Aufgabe unterbricht. Ihre affektive Reaktion sollte aber stärker ausfallen als die der Frau im Home Office, da sie nicht an die Unterbrechungen gewöhnt ist.
(6) Je stärker die Rollen integriert sind, desto schwieriger ist es, Rollengrenzen zu ziehen und aufrechtzuerhalten. Gleichzeitig fällt es aber umso leichter, die Rollen zu wechseln. Das wird ebenfalls am Beispiel der Frau aus Annahme 4 deutlich. Ihre Arbeit und die Kinderbetreuung finden am gleichen Ort zur gleichen Zeit statt. Sie könnte eine Grenze ziehen, indem sie ihr Kind bittet, sie für die nächste Stunde nicht zu stören. Ob das Kind diese Grenze einhält, ist aber nicht klar. Die Grenze kann also möglicherweise schwer aufrechterhalten werden und wird höchstens für den angegebenen Zeitraum funktionieren. Gleichzeitig kann die Frau die Rollen aber leicht wechseln, indem sie eine kurze Pause von ihrer Arbeit macht, um dem Kind die Hausaufgaben zu erklären, oder ihre Mittagspause gemeinsam mit ihrem Kind verbringt.

### II. Individuelle und kontextuelle Faktoren
(7) Je mehr sich eine Person mit ihrer Rolle identifiziert, desto wahrscheinlicher ist es, dass sie diese Rolle in andere Rollen integriert. Außerdem fällt es dieser Person leichter, in diese Rolle hineinzuwechseln als aus ihr heraus in eine andere Rolle zu wechseln.
(8) Die Stärke der Situation und des Kontextes bestimmen den Einfluss von individuellen Unterschieden bei der Errichtung und Erhaltung von Grenzen und beim Wechsel zwischen den Rollen. Die Stärke der Situation bestimmt, welche Verhaltensmöglichkeiten eine Person hat. Eine starke Situation, z. B. in Form von hohem Druck, immer erreichbar zu sein, wird eher zu schwachen Grenzen führen. Eine schwache Situation kann z. B. bei geringen Vorgaben der Organisation zur Erreichbarkeit entstehen. Hier bestimmen dann individuelle Präferenzen zwischen Personen, wie Grenzen gesetzt werden. Je stärker die Situation und der Kontext sind, desto schwächer wird der Einfluss von individuellen Unterschieden sein.
(9) Personen in oder aus Kulturen, die kollektivistisch und/oder feminin sind, eine geringe Unsicherheitsvermeidung und/oder eine geringe Machtdistanz haben, werden eher dazu tendieren, ihre Rollen zu integrieren, während Personen in oder aus Kulturen, die individualistisch und/oder maskulin sind, eine hohe Unsicherheitsvermeidung und/oder eine hohe Machtdistanz haben, eher dazu tendieren werden, ihre Rollen zu trennen. Die Boundary-Management-Theory nimmt in dieser Annahme Bezug zur Theorie der Kulturdimensionen von Geert Hofstede.

### III. Entwicklung der Rollenwechsel über die Zeit
(10) Je öfter ein Rollenwechsel wiederholt wird, desto automatischer und leichter wird er werden und desto wahrscheinlicher wird es, dass rollenspezifische Indikatoren einen automatischen psychologischen Wechsel zwischen den Rollen hervorrufen, selbst, wenn der Wechsel nicht angemessen ist. Ein rollenspezifischer Indikator kann sein, dass ein Schauspieler in einem Film an einen Kollegen erinnert oder ein Familienmitglied ein Sprichwort verwendet, das eine Kollegin häufig sagt.
(11) Je öfter eine Rolle ausgeübt wird, desto geringer ist der affektive Einfluss von Verletzungen der Rollengrenzen (Unterbrechungen). Das liegt an sogenannten Rollenschemata, also dem Wissen über das erwartete und angemessene Verhalten in einer Rolle.

## Abgrenzung zu anderen Theorien
Auch wenn es einige Gemeinsamkeiten gibt, ist die Boundary-Management-Theory nicht zu verwechseln mit der Work/Family Border Theorie von Clark. Ziel der Boundary-Management-Theory ist es, vorherzusagen, wann Grenzen zwischen verschiedenen Rollen gesetzt werden und zu beschreiben, welche Auswirkungen starke und schwache Grenzen haben. Das Ziel der Work/Family Border Theorie dagegen ist es, darzustellen, wann eine Balance zwischen Arbeit und Familie möglich ist und wie verschiedene Faktoren diese Balance beeinflussen können. Gemeinsamkeiten der beiden Theorien sind, dass die Grenzen als durchlässig und flexibel beschrieben werden und von der Trennung bzw. Integration der Bereiche bzw. Rollen gesprochen wird. In der Work/Family Border Theorie werden jedoch nur zwei Bereiche (Domains) betrachtet: der Bereich der Arbeit und der Bereich der Familie. Demzufolge gibt es nur eine Grenze (die zwischen dem Arbeitsbereich und dem Familienbereich). Die Boundary-Management-Theory hingegen spricht von Rollen, davon kann es sowohl im Privatleben als auch auf der Arbeit mehrere geben. Das Privatleben ist außerdem breiter gefasst und bezeichnet nicht nur die Rolle(n) innerhalb der Familie, sondern auch z. B. ehrenamtliche Tätigkeiten. Damit kann die Theorie auf mehr Bereiche angewandt werden. Bei der Boundary-Management-Theory gibt es zwischen zwei Rollen eine Grenze, die entweder stark (Rollentrennung) oder schwach (Rollenintegration) sein kann. Es kann also mehrere Grenzen geben, da eine Person viele Rollen innehaben kann, die alle voneinander abgegrenzt werden. Bei der Work/Family Border Theorie kommt es darüber hinaus darauf an, von welchem Bereich man die Grenze betrachtet. Die Grenze der Arbeit zum Beispiel kann schwach sein, wenn es flexible Arbeitszeiten gibt, die Grenze des Familienbereiches aber stark, wenn zum Beispiel das Kind zu einem bestimmten Zeitpunkt aus dem Kindergarten abgeholt werden muss. Darüber hinaus können die Bereiche unterschiedlich stark sein und dadurch auch die Stärke der Grenze mitbestimmen. Diese Hierarchie wird bei den Rollen der Boundary-Management-Theory nicht angesprochen. In der Work/Family Border Theorie ist ein bedeutender Faktor die (hierarchische) Stellung innerhalb des Bereiches, die bei der Boundary-Management-Theory so nicht thematisiert wird. Die Stellung innerhalb des Bereiches wird von der Identifikation mit dem Bereich (ähnlich wie die Rollenidentifikation bei der Boundary-Management-Theory) und zusätzlich dem Einfluss in dem Bereich bestimmt. Eine Person mit Leitungsfunktion, die sich mit ihren Aufgaben und ihrer Position stark identifiziert, hat also eine höhere Stellung als eine Putzkraft, die ihren Job nicht mag. Im Familienbereich hat die höhere Stellung der Elternteil, das in seiner Rolle aufgeht, sich also gerne um die Kinder kümmert und in Bezug auf die Kinder mehr Wissen hat und dann auch mehr Entscheidungen trifft.

## Messung zentraler Komponenten
Tracy Hecht und Natalie Allen entwickelten einen Fragebogen, um die Stärke von Grenzen zu messen. Sie unterteilten dabei zum einen die Grenze im Privatleben und zum anderen die Grenze im Beruf. Sie fanden, dass die Stärke der Grenzen sich über die Zeit wenig verändert. Außerdem stehen schwache Grenzen in beiden Bereichen in Zusammenhang mit einem hohen Konflikt zwischen den Rollen.

## Klassische Studien
Die Boundary-Management-Theory wurde vor allem in der Forschung zu den Bereichen Home Office (engl. telecommuting, telework) und Technologienutzung, Konflikte zwischen Arbeit und Privatleben und Erholung verwendet. Glen Kreiner unterscheidet zwischen der Trennung von Arbeit und Privatleben, die von der Arbeitsstelle vorgegeben wird und der Trennung, die eine Person selbst präferiert (engl. segmentation preference). Beispielsweise waren die Personen gestresster, die eine geringe Trennung bevorzugten, aber bei denen von der Arbeitsstelle eine hohe Trennung vorgegeben wurde. Diese Personen berichteten aber von weniger Konflikten zwischen Arbeit und Privatleben. Eine Studie von Joni Delanoeije und ihren Kollegen zum Home Office und zur Technologienutzung fand heraus, dass die Arbeit im Home Office dabei helfen kann, die Rollen zu Hause und auf der Arbeit zu vereinbaren. Gleichzeitig wurde die Arbeit aber häufiger durch das häusliche Umfeld gestört. Eine andere Studie zeigte, dass vor allem sehr ambitionierte Angestellte, die stark in ihre Arbeit involviert sind, dazu neigen, Kommunikationstechnologien außerhalb der Arbeitszeit zu verwenden. Je öfter sie das tun, desto eher erleben sie Konflikte zwischen Arbeit und Privatleben. Forschung zum Thema Grenzen setzen von Julie Olson-Buchanan und Wendy Boswell konnte zeigen, dass Rollen, mit denen sich eine Person stark identifiziert, eher in andere Rollen integriert werden, die Grenzen also schwächer sind. Schwache Grenzen können darüber hinaus auch Auswirkungen auf den Schlaf haben, wie Larissa Barber und Jade Jenkins herausfanden. Personen mit schwachen Grenzen können sich schlechter von der Arbeit lösen (z. B. häufiger in der Freizeit noch an die Arbeit denken) und schlafen daraufhin kürzer, schlechter und unregelmäßiger.

## Praktische Implikationen
Studien zeigen, dass Home Office dabei helfen kann, die Rolle(n) auf der Arbeit und die Rolle(n) im Privatleben besser zu erfüllen. Allerdings ist hier das Risiko hoch, dass diese räumliche Verschmelzung von Arbeit und Privatleben sich negativ auswirkt, z. B. durch mehr Work-Home-Konflikte. Personen, die die Möglichkeit zum Home Office haben, sollte deshalb die Möglichkeit gegeben werden, Arbeit und Privates zu trennen. Aus der Boundary-Management-Theory und den dazu durchgeführten Studien lassen sich einige Hinweise für die Praxis ableiten.
1. Für Organisationen: Die Organisation könnte hier feste Regeln zum Umgang mit Kommunikationstechnologien einführen[13][14][15] und die ständige Erreichbarkeit z. B. nicht zu einem Kriterium für Beförderungen oder Gehaltserhöhungen machen. Auch getrennte Geräte für Arbeit und Privatleben können dabei helfen, Grenzen zu setzen[16]. Organisationen können Angestellte, die eine Trennung präferieren, unterstützen, indem sie Trennungsstrategien fördern und so eine Norm innerhalb der Organisation etablieren. Umgekehrt sollten auch Arbeitnehmende, die eine Integration der Rollen präferieren, die Möglichkeit haben, außerhalb der formalen Arbeitszeit ihrer Tätigkeit nachzugehen. Auch Trainings in Form von Achtsamkeits-Übungen können helfen, eine Balance zwischen Arbeit und Privatleben zu finden. Diese Trainings sollten freiwillig sein und müssen nicht teuer sein, da oft kurze, aber effektive Mindfulness-Übungen ausreichen[17].
2. Für Führungskräfte: Führungskräfte können ihren Angestellten ein Vorbild sein, indem sie selbst Arbeit und Privates trennen[18][19][20] und z. B. nicht mehr nach der offiziellen Arbeitszeit erreichbar sind und ihre Angestellten ermutigen, Grenzen zu setzen.
3. Für Angestellte: Angestellte können selbst Grenzen setzen, z. B. indem sie nach einer bestimmten Uhrzeit nicht mehr ihre Mails checken[21].

## Theoretische Relevanz
Die Boundary-Management-Theory gehört zu den Theorien der Organisationswissenschaften und wird seit ihrem Erscheinen regelmäßig zitiert. Auch Forschung im Rahmen der COVID-19-Pandemie stützte sich teilweise auf diese Theorie. Vor allem ist sie in der Forschung zu den Themen Home Office (engl. telecommuting, telework) und Technologienutzung, Konflikte zwischen Arbeit und Privatleben und Erholung von Bedeutung. Die Boundary-Management-Theorie wurde von Greenhouse und Powell für die Entwicklung ihrer Theorie zum Work-Family-Enrichment verwendet.